# Grönlands fotbollsförbund
Grönlands fotbollsförbund, på grönländska Kalaallit Nunaanni Isikkamik Arsaattartut Kattuffiat (KAK) och på danska: Grønlands Boldspil-Union (GBU) styr den organiserade fotbollen på Grönland. Förbundet bildades 1971, och kontrollerar Grönlands herrlandslag i fotboll. Huvudkontoret finns i Nuuk.
Grönland är (2010) inte medlem av Fifa, och kan därför inte delta i VM för herrar eller damer. Man är heller inte med i CONCACAF eller Uefa, detta då Grönland inte kan använda gräsplaner på grund av permafrosten. Däremot är man med i Conifa, en fotbollsorganisation som samlar länder eller områden som inte är med i Fifa. De är också med i Internationella öspelen och Arktiska vinterspelen.
Fotboll är en populär sport på Grönland, det finns omkring 5 000 spelare.
På Grönland brukar man kunna spela fotboll från slutet av maj till mitten av september, och säsongens längd kan vara längre söderut än norrut. Alla fotbollsplaner har varit av sand. Nyligen har konstgräs börjat komma. På vissa orter har man inomhushallar där man spelar mellan oktober och april.
Grönländska fotbollsmästerskapet kallas Coca Cola GM.